# Alliance of Digital Humanities Organizations
L' Alliance of Digital Humanities Organizations (ADHO) est une organisation toit des sciences humaines numériques créée en 2005 pour coordonner les activités de plusieurs organisations régionales en humanités numériques, appelées organisations constituantes. Les organisations constituantes de l'ADHO sont l'European Association for Digital Humanities  (EADH), l'Association for Computers and the Humanities  (ACH), la Société canadienne des humanités numériques  (CSDH / SCHN), centerNet, l'Australasian Association for Digital Humanities  (aaDH), la Japanese Association for Digital Humanities  (JADH) et Humanistica  l'association francophone des humanités numériques.

## Histoire
Les efforts pour établir l'alliance ont commencé à Tübingen, en Allemagne, lors de la conférence ALLC / ACH en 2002: un comité directeur a été nommé lors de la réunion ALLC / ACH en 2004, à Göteborg, en Suède, et les comités exécutifs de l'ACH et de l'Association for Literary and Linguistic Computing  (ALLC) a approuvé les protocoles de gouvernance et de conférence lors de la réunion de 2005 à Victoria, au Canada. L'Association for Computers and the Humanities était également incluse. En 2007, le comité directeur de l'Alliance a voté en faveur de l'inscription de la Société pour l'étude des médias interactifs (SDH / SEMI) du Canada. En 2012, centerNet, un réseau de centres de sciences humaines numériques, est devenu une "organisation constituante" affiliée à l'ADHO  suivie par l'Association japonaise pour les sciences humaines numériques en 2013 et l'Association francophone pour les sciences humaines numériques, Humanistica, en 2016. L'ADHO a acquis un statut juridique en tant que Stichting ADHO Foundation (Pays-Bas) en 2013.

### Mission
L'Alliance of Digital Humanities Organizations est une organisation toit dont les objectifs sont de promouvoir et de soutenir la recherche et l'enseignement numériques dans les disciplines des arts et des sciences humaines, rassemblant des chercheurs en Sciences humaines et sociales engagés dans la recherche, l'enseignement, la création, la diffusion, et plus encore, assistés par ordinateur et via le numérique, dans tous les domaines reflétés par la diversité de ses membres. L'ADHO soutient les initiatives de publication, présentation, collaboration et formation; reconnaît et soutient l'excellence dans ces efforts; et agit en tant que force consultative et de conseil fondé sur une communauté. Les membres des sociétés constituantes de l'ADHO sont ceux à l'avant-garde de domaines tels que l'analyse textuelle, la publication électronique, l'encodage de documents, les études textuelles et la théorie, les études des nouveaux médias et le multimédia, les bibliothèques numériques, la réalité augmentée appliquée, les jeux interactifs et au-delà. Les membres comprennent des chercheurs et des enseignants en informatique pour les sciences humaines et dans des départements universitaires tels que l'anglais, l'histoire, le français, les langues modernes, la philosophie, le théâtre, la musique, l'informatique et les arts visuels et des spécialistes des ressources travaillant dans les bibliothèques, les centres d'archives et avec des groupes d'informatique en sciences humaines. .

### Conférence
L'Alliance supervise une conférence annuelle conjointe, qui a commencé comme la conférence ACH / ALLC (ou ALLC / ACH), et est maintenant connue sous le nom de Digital Humanities conference ,

### Groupes d'intérêt spécial (SIG)
L'Alliance of Digital Humanities Organizations parraine des groupes d'intérêt spéciaux pour faciliter le partage d'idées sur des problèmes nouveaux et innovants. Les SIG actuels comprennent:
- AVinDH [15] pour les matériaux audiovisuels et leur utilisation dans les humanités numériques
- GO :: DH[16], ou Global Outlook   :: Digital Humanities, pour accroître la communication et la collaboration à l'échelle mondiale
- GeoHumanities [17] pour se concentrer sur les perspectives spatiales, qui peuvent également être liées temporellement
- Bibliothèques et sciences humaines numériques [18]
- Données ouvertes liées [19] pour connecter les universitaires en HN et la communauté du web sémantique

### Revues à comité de lecture
- DSH: Digital Scholarship in the Humanities[20], (anciennement Literary and Linguistic Computing ), une revue imprimée publiée par Oxford University Press .
- Digital Studies / Le champ numérique[21], une revue électronique en libre accès et révisée par des pairs du CSDH / SCHN fondée en 2008[22].
- Digital Humanities Quarterly, une revue électronique en libre accès et révisée par les pairs de l'ADHO.
- DH Commons[23], une revue électronique en libre accès et révisée par les pairs de centerNet.
- Journal of the Text Encoding Initiative [24] le journal officiel du TEI Consortium.

Journaux abandonnés:
- Computers in the Humanities Working Papers [25] une publication préimprimée en ligne hébergée à l'Université de Toronto [26] publiée de 1990 à 2009.
- Text Technology[27], une revue électronique gratuite publiée par l'Université McMaster publiée de 2004 à 2007 [28]

### Prix
Le prix Roberto Busa honore des chefs de file dans le domaine de l'informatique en sciences humaines et est décerné en l'honneur du père italien Roberto Busa, qui a remporté le premier prix en 1998 à Debrecen, en Hongrie.
Les gagnants suivants incluent:
- John Burrows (Australie) (présenté en 2001, New York, New York, USA)
- Susan Hockey (UK) (présenté en 2004, Göteborg, Suède)
- Wilhelm Ott (Allemagne) (2007, Champaign-Urbana, Illinois, États-Unis)
- Joseph Raben (États-Unis) (2010, Kings College London, UK)
- Willard McCarty (Canada) (2013, Université du Nebraska, États-Unis)
- Helen Agüera (États-Unis) (2016, Cracovie, Pologne) [31]

Le Prix Antonio Zampolli est décerné tous les trois ans à un projet important ou à une réalisation majeure.
Le prix Paul Fortier est décerné au meilleur jeune chercheur lors de la conférence annuelle Digital Humanities.
Le Prix Lisa Lena Opas-Hanninen Young Scholar récompense un jeune chercheur pour sa scolarité ou une contribution utilisant la technologie numérique lors d'une conférence de sciences humaines.